# Patrick Waltz
Jack Richard Waltz (n. 6 decembrie 1924 – d. 13 august 1972) a fost un actor american de film și televiziune. A apărut în creditele sale în primul său film, în rolul lui Philip Shawn.
Waltz s-a născut în Akron, Ohio, fiind cel mai mic dintre cei doi fii ai lui Frank și Lucy Leona (născută Dugan) Waltz. Waltz a urmat liceul Coventry.
Pe 29 mai 1943, la vârsta de 18 ani, s-a înrolat în armata americană și a servit trei ani în timpul celui de-al Doilea Război Mondial. A fost eliberat din serviciu pe 7 aprilie 1946. Și-a început cariera în 1950, jucând în filmul The Sun Sets at Dawn, creditat ca Philip Shawn. Apoi a apărut în Flight Nurse (1953). A apărut și în filmul din 1954 It Should Happen To You, iar în același an l-a interpretat pe detectivul Strauss în The Human Jungle.
Alte apariții cinematografice au inclus Until They Sail (1957), Queen of Outer Space (1958), It Happened at the World's Fair (1963), Good Neighbor Sam (1964), The Silencers (1966) și The Devil's Brigade (1968). A jucat ca invitat special în programe de televiziune precum 77 Sunset Strip, McHale's Navy, Bat Masterson, Tombstone Territory, 26 Men, Death Valley Days, The Twilight Zone și The Mod Squad.

## Viață personală și moarte
Waltz s-a căsătorit cu Phyllis Dolores Showalter pe 27 septembrie 1941, prin intermediul grefierului adjunct din biroul judecătorului de succesiuni Dean Fay din comitatul Summit, Ohio. Waltz avea 16 ani, iar Showalter împlinea 18 ani, dar ambii sunt trecuți ca având 17 ani. Vârsta lui este înregistrată incorect ca fiind "17 ani la 6 decembrie 1940". Licența a fost obținută pe 23 septembrie 1941. Fiica lui Earl W. și Bertie (Calvert) Showalter, părinții ei sunt trecuți ca dându-și consimțământul pentru fiica lor, încă minoră (17 ani), în cererea de licență. Se pare că uniunea nu a avut copii și s-a încheiat prin divorț pe 22 septembrie 1954. S-a căsătorit, în al doilea rând, cu colega ei de platou Lisa Davis (din Queen of Outer Space), pe 28 iunie 1958. Cuplul a avut trei copii. Căsătoria s-a încheiat prin divorț în ianuarie 1971, cu un an înainte de moartea lui Waltz la vârsta de 47 de ani.
Waltz a murit pe 13 august 1972 "după o lungă boală" la Centrul Medical Providence Saint Joseph din Burbank, California, la vârsta de 47 de ani. A lăsat în urmă trei copii, fostele sale soții, fratele său și mama sa.